# Зона Сил ООН по наблюдению за разъединением

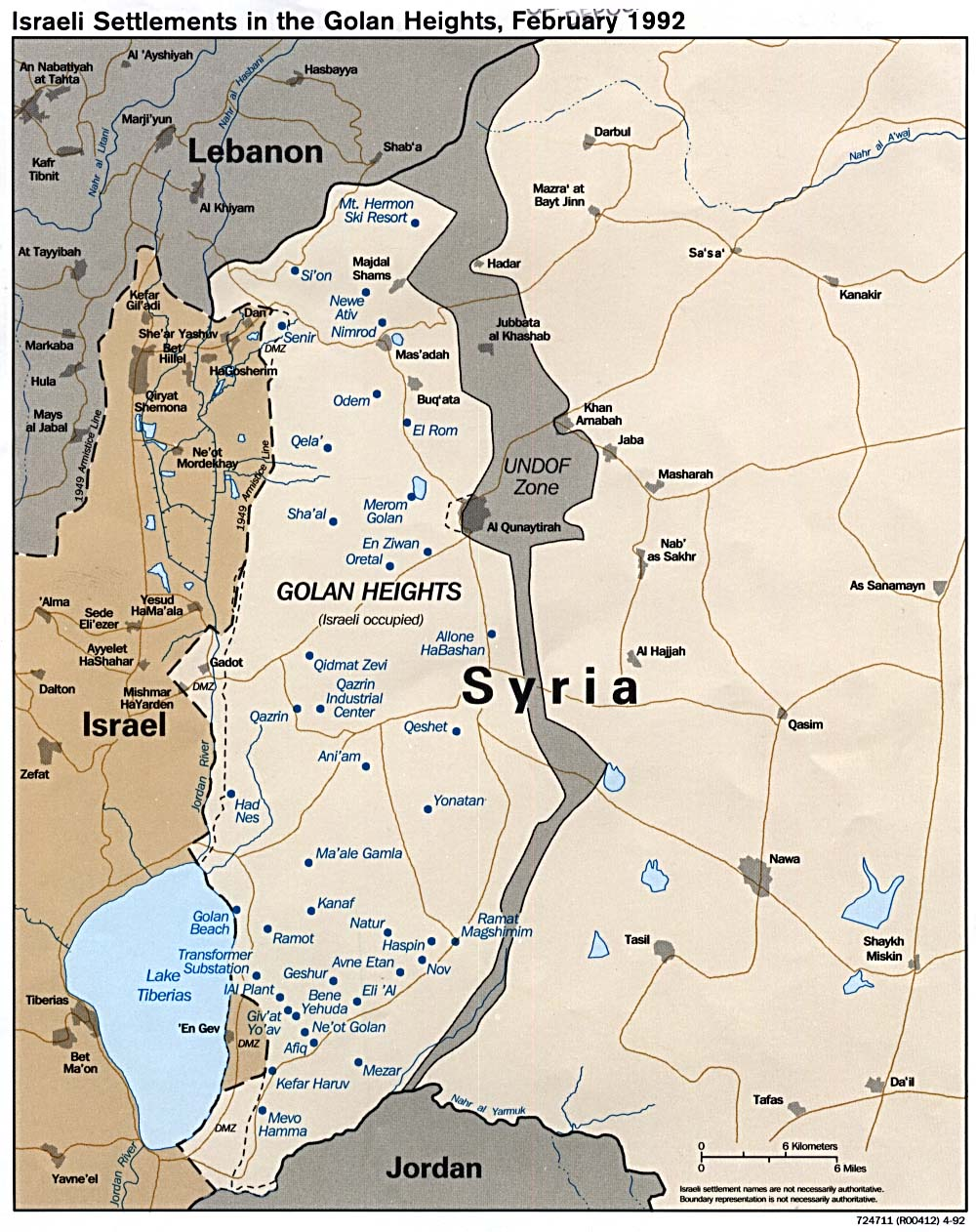
Зона СООННР (UNDOF)

Зона Сил Организации Объединённых Наций по наблюдению за разъединением (СООННР) (англ. United Nations Disengagement Observer Force (UNDOF)) была учреждена резолюцией Совета Безопасности ООН № 350 31 мая 1974 по окончании Войны Судного дня в районе Голанских высот в соответствии с Соглашением о разъединении между Израилем и Сирией.

## История
6 октября 1973 египетские и сирийские войска атаковали Израиль в районе Синайского полуострова и Голанских высот. 22 октября Советом Безопасности ООН была принята резолюция № 338, призывавшая стороны к прекращению огня. Однако уже через два дня Египет вновь атаковал израильские войска. После этого была принята резолюция № 339, санкционировавшая введение в район конфликта Чрезвычайных вооружённых сил ООН (ЧВС).
В районе Суэцкого канала обстановка стабилизировалась, но в Голанских высотах ситуация оставалась по-прежнему напряжённой. Соединённые Штаты Америки выступили с инициативой о заключении между Сирией и Израилем Соглашения о разъединении израильских и сирийских войск. Соглашение предусматривало создание зоны разъединения, а по обе стороны от неё — двух зон, в которых ограничивалось количество вооружения. Были также созданы силы Организации Объединённых Наций по наблюдению за его осуществлением — СООННР.

## Расположение
Буферная зона растянулась примерно на 80 километров с севера на юг и от 500 метров до десяти километров с запада на восток. Граница зоны у Голанских высот именуется линией А («Альфа»), а сирийская граница — линией Б («Браво»). Зона также граничит с Ливаном, образуя «Голубую линию», а также с Иорданией.
Местность холмистая, на севере возвышается гора Хермон. Самая высокая позиция, занимаемая Организацией Объединённых Наций, находится на высоте 2800 метров. Район разъединения населён, а управление гражданской инфраструктурой осуществляется властями Сирии. Кроме СООННР, никакие другие вооружённые силы в него не допускаются.

## СООННР
Первоначально в состав СООННР входили подразделения вооружённых сил Австрии, Канады, Перу и Польши.
Затем в составе сил участвовали также войска Индии, Непала, Словакии, Японии, Хорватии и Филиппин, позже — войска Фиджи и Ирландии.
СООННР размещены в районе разъединения и рядом с ним. Штаб находится в лагере Фауар, а в Дамаске имеется их представительство.
После начала гражданской войны в Сирии в 2011 году, начала военных действий в районе Кунейтры в 2012 году и в связи с захватом боевиками Джебхат ан-Нусра филиппинских солдат в качестве заложников в марте 2013 года, многие из стран-участниц СООННР (Австрия, Филиппины. Япония, Хорватия) по соображениям безопасности отозвали свои войска из зоны сил ООН, что привело к реорганизации СООННР.
При полном развертывании (до 2012 года), силы ООН занимали два базовых лагеря, 44 позиции с постоянным дежурством и 11 наблюдательных пунктов. Силы осуществляли дневное и ночное патрулирование. В северной части района разъединения был развёрнут австрийский батальон, в состав которого входила словацкая (с 2008 года — хорватская) рота, а в южной — польский (с 2009 — филиппинский) батальон. Его базовый лагерь — Зиуани. Действуя под оперативным управлением штаба, оба батальона занимались разминированием.
В 2014 году, после нескольких обстрелов позиций и взятия заложников боевиками Джебхат ан-Нусра, лагерь Фауар был эвакуирован, а все войска ООН были выведены с территории Сирии. В 2018 году, после того как сирийские войска взяли под свой контроль сирийскую территорию вдоль зоны сил ООН, СООННР вернулся к работе на сирийской территории.
По состоянию на март 2023 года, с момента учреждения СООННР погибли 56 военнослужащих этого подразделения.

## Мандат
Мандат СООННР продлевается каждые шесть месяцев. В докладе Генерального секретаря (1999 года) о СООННР говорилось о том, что, «несмотря на нынешнее спокойствие в израильско-сирийском секторе, положение на Ближнем Востоке по-прежнему является потенциально опасным и что оно останется таковым до тех пор, пока не удастся достичь всеобъемлющего урегулирования, охватывающего все аспекты ближневосточной проблемы».
В задачи СООНР входит:
- Общее наблюдение за буферной зоной
- Мониторинг израильского и сирийского военного присутствия в регионе
- Пресечение попыток введения в зону СООННР вооружённых сил
- Регулярные (раз в две недели) инспекции на израильские и сирийские военные объекты в приграничных с зоной районах
- Содействие Международному Красному Кресту в перевозке местных жителей, почты и медикаментов
- Разминирование